# 화사화비화만천
《화사화비화만천》(花谢花飞花满天)은 2017년 방송되었던 중국의 드라마이다.

## 소개
- 죽마고우로 평생을 약속한 화가의 아들 화만천과 사씨 집안의 딸 사천심 그리고 경성 공주의 삼각관계 속에서 일련의 사건으로 경성 공주와 사천심이 서로의 외모를 바꿔 나타나게 되면서 벌어지는 이야기

## 등장 인물
- 허룬둥 - 화만천 역
- 주이룽 - 화무사 역
- 장신위 - 사천심 역
- 이심애 (李心艾) - 경성공주 역
- 우소동 (于小彤) - 회바양 역
- 귀아뢰 (Grace Guei) - 화로부인 역
- 고서광 (高曙光) - 화정곤 역
- 저우하이메이 - 손고고 역
- 커우전하이 - 사마광종 역
- 주재효 (朱梓骁) - 사마청풍 역
- 하음 (何音) - 사부인 역
- 왕강 (王岗) - 사유도 역